# Max Rendschmidt
Max Rendschmidt (n. 12 septembrie 1993, Bonn, Germania) este un caiacist ce a reprezentat Germania, medaliat olimpic. A participat la 3 ediții ale Jocurilor Olimpice (2016, 2020, 2024) în care a câștigat o medalie de aur.